# 第501独立海兵大隊 (ウクライナ海兵隊)
第501独立海兵大隊（だい501どくりつかいへいだいたい、ウクライナ語: 501-й окремий батальйон морської піхоти）は、ウクライナ海兵隊の大隊。第36独立海兵旅団隷下。
中隊として創設され、一時期は旅団にまで増強された。

## 概要

### ウクライナ国家親衛隊
1994年6月、ウクライナ国家親衛隊の第16中隊としてクリミア自治共和国ケルチで創設された。
1996年5月、部隊増強に伴い、第20独立海軍歩兵大隊に改編された。
1997年4月、第7師団隷下に配属され、部隊増強に伴い、第25連隊に改編された。
1999年6月、部隊増強に伴い、第10旅団
に改編された。

### ウクライナ陸軍

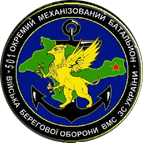
ウクライナ海軍第501独立機械化大隊

2000年3月、ウクライナ陸軍に編入し、第32軍団隷下に配属され、部隊縮小に伴い、第501独立機械化連隊に改編された。
2003年10月、部隊縮小に伴い、第501独立機械化大隊に改編された。

### ウクライナ海軍
2003年12月、ウクライナ海軍に編入し、第36独立沿岸防衛旅団隷下に配属された。
2013年12月、海兵隊化に伴い、第501独立海軍歩兵大隊に改編された。
2008年3月、ウクライナ海軍司令部隷下に配属された。

### ロシアのクリミア侵攻

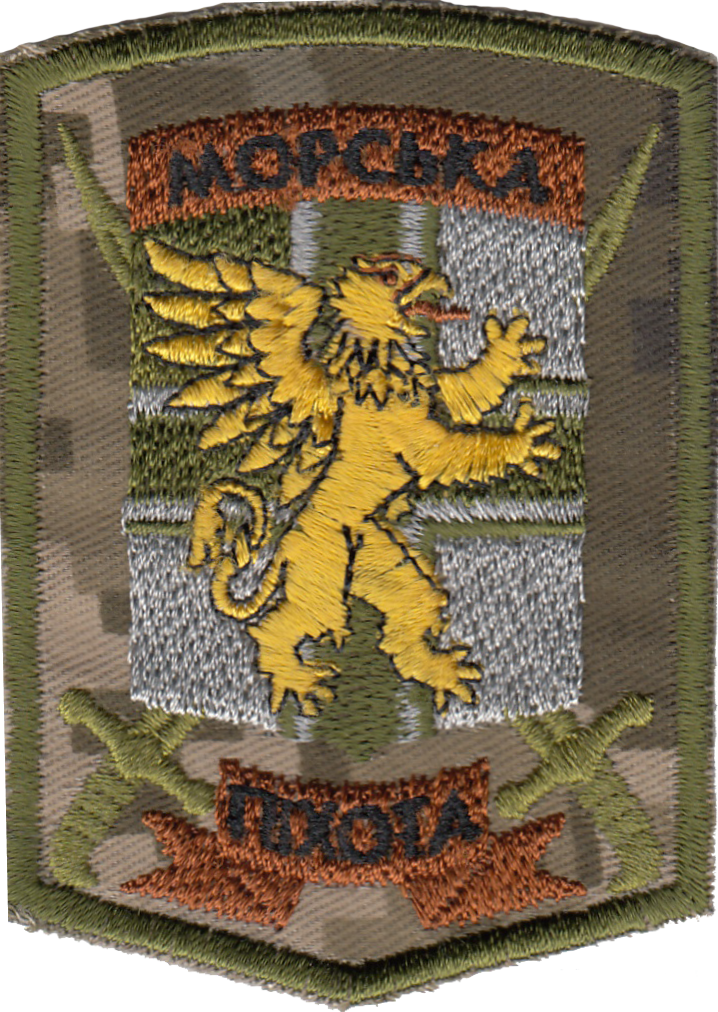
ウクライナ海軍第501独立海軍歩兵大隊

2014年2月27日、ロシアのクリミア侵攻では、クリミア半島の守備隊だったがオレクサンドル・ザティナイコ大隊長がロシア連邦軍に寝返り、部隊は戦わずに降伏した。団員308人のうち裏切らなかった58人はウクライナ本土に退却した。裏切者を中心にロシア海軍にも同じ部隊名の第501独立海軍歩兵大隊が創設された。

### ドンバス戦争
2015年7月から、ドンバス戦争に投入され、東部ドネツィク州に配備された。
2015年7月20日、再編された第36独立海軍歩兵旅団隷下に配属された。
2016年5月、ザポリージャ州ベルジャーンシクに移駐した。

### ロシアのウクライナ侵攻

#### 東部・マリウポリ戦線
2022年2月24日からのロシアのウクライナ侵攻では、南東部の要衝とされる東部ドネツィク州マリウポリ地区に配備され、26日には第1独立海軍歩兵大隊が防御していたフヌートヴェの防衛線を突破され、マリウポリ郊外に撤退した。ロシア軍の攻勢を数週間食い止めるも、戦車大隊が壊滅するなど大損害を出し、3月下旬にはマリウポリ市内まで撤退してイリイチ製鉄所を陣地とした。
2022年4月4日、イリイチ製鉄所の北部を防御していたが、団員267人が無断投降し、5月中旬にマリウポリは陥落した。

#### 東部・アウディーイウカ戦線
2022年11月、東部ドネツィク州ポクロウシク地区に再配置され、アウディーイウカを防御した。
2023年5月23日、ウクライナ海軍からの独立に伴い、創設されたウクライナ海兵隊に編入した。

#### 南部・ドニエプル川東岸戦線
2023年10月、南部ヘルソン州ベリスラフ地区に再配置され、渡河作戦を開始してドニエプル川東岸のクリンキに上陸した。

## 編制
- 大隊本部（ベルジャーンシク）
- 第1海兵中隊
- 第2海兵中隊
- 空中強襲中隊
- 迫撃砲中隊
- 兵站中隊
- 対戦車小隊
- 偵察小隊
- 工兵小隊
- 通信小隊
- 衛生小隊
- 水陸両用車小隊